# John Heard
John Heard (Washington D.C., 7 maart 1946 – Palo Alto (Californië), 21 juli 2017) was een Amerikaans acteur en filmproducent.

## Biografie
Heard werd geboren in Washington D.C. waar zijn vader werkte voor het Pentagon, en had twee zussen en een broer die stierf in 1975. De high school doorliep hij aan de Gonzaga College High School in Washington D.C.. Hierna ging hij naar de Clark University in Worcester (Massachusetts) en haalde in 1968 zijn diploma.
Heard begon met acteren in het theater en heeft meerdere rollen gespeeld op het toneel. Hij maakte in 1973 zijn debuut op Broadway in het toneelstuk Warp als David Carson. Hierna heeft hij nog meerdere rollen gespeeld op Broadway: in 1975 in het toneelstuk Hamlet als Guildenstern, in 1983 in het toneelstuk Total Abandon als Henry Hirsch en in 1983 in het toneelstuk The Glass Menagerie als de gentleman.
Heard begon in 1975 met acteren voor televisie in de film Valley Forge. Hierna heeft hij nog meer dan 175 rollen gespeeld in films en televisieseries, zoals After Hours (1985), The Seventh Sign (1988), Home Alone (1990), Home Alone 2: Lost in New York (1992), The Pelican Brief (1993), Snake Eyes (1998), The Sopranos (1999-2004), CSI: Miami (2003-2005), Prison Break (2005-2006) en The Lucky Ones (2008).
Heard was ook actief als filmproducent. Hij produceerde in 2006 de film Steel City en in 2012 de film Stealing Roses.
Heard was van 1979 tot en met 1980 getrouwd met Margot Kidder. Van 1988 tot en met 1996 was hij opnieuw getrouwd, en kreeg hieruit twee kinderen. Hij trouwde in 2010 weer opnieuw. Hij had nog een zoon (1987) uit een vroegere relatie. Heard werd op 21 juli 2017 dood gevonden in een hotelkamer in Palo Alto. Hij bezweek aan een hartaanval, dat wees autopsie uit.

## Filmografie

### Films
Selectie:
- 2018 . The Tale – als William P. Allens
- 2013 · Sharknado – als George
- 2012 · Would You Rather – als Conway
- 2008 · The Lucky Ones – als Bob
- 2007 · The Great Debaters – als sheriff Dozier
- 2006 · The Guardian – als kapitein Frank Larson
- 2005 · Edison – als Tilman
- 2004 · White Chicks – als Warren Vandergeld
- 1998 · Snake Eyes – als Gilbert Powell
- 1993 · The Pelican Brief – als Gavin Vereek
- 1993 · In the Line of Fire – als professor Riger
- 1992 · Home Alone 2: Lost in New York – als Peter McCallister
- 1992 · Radio Flyer – als Daugherty
- 1991 · Deceived – als Jack Saunders
- 1990 · Awakenings – als Dr. Kaufman
- 1990 · Home Alone – als Peter McCallister
- 1988 · Beaches – als John Pierce
- 1988 · Betrayed – als Michael Carnes
- 1988 · Big – als Paul
- 1988 · The Seventh Sign – als bisschop
- 1985 · After Hours – als Thomas Schorr

### Televisieseries
Uitgezonderd eenmalige gastrollen.
- 2014 - NCIS: Los Angeles – als special congres inspecteur Michael Thomas – 3 afl.
- 2013 · Perception – als congreslid Evan Rickford – 2 afl.
- 2011 · The Chicago Code – als burgemeester McGuinness – 2 afl.
- 2007 – 2010 · Entourage – als Richard Wimmer – 2 afl.
- 2010 · Gravity – als B.C. – 3 afl.
- 2009 · Southland – als Ben Sherman Sr. – 2 afl.
- 2005 – 2009 - Prison Break – als gouverneur Frank Tancredi – 10 afl.
- 2004 – 2005 · Jack & Bobby – als Dennis Morgenthal – 5 afl.
- 2003 – 2005 · CSI: Miami – als Kenwall Duquesne – 4 afl.
- 1999 – 2004 · The Sopranos – als detective Vin Makazian – 5 afl.
- 1995 – 1996 · The Client – als Roy Foltrig – 21 afl.
- 1985 · Tender Is the Night – als Abe North – miniserie
- 1979 · The Scarlet Letter – als Arthur Dimmesdale – miniserie

- Biblioteca Nacional de España: XX1305810
- Bibliothèque nationale de France: cb14028970q (data)
- Gemeinsame Normdatei: 129602213
- International Standard Name Identifier: 0000 0000 6301 5876
- Library of Congress Control Number: n88051150
- Nationale Bibliotheek van Tsjechië: xx0153452
- Nationale Bibliotheek van Israël: 987007363090205171
- Nederlandse Thesaurus van Auteursnamen: 072228474
- SNAC: w68j0xwn
- Système universitaire de documentation: 16244267X
- Virtual International Authority File: 17421782
- WorldCat: E39PBJt8mtVcP6tVVKcw6wD6rq